# Coenypha
Genre
Coenypha est un genre d'araignées aranéomorphes de la famille des Thomisidae.

## Distribution
Les espèces de ce genre se rencontrent au Chili et en Argentine.

## Liste des espèces
Selon World Spider Catalog (version 24.5, 13/08/2023) :
- Coenypha antennata (Tullgren, 1902)
- Coenypha ditissima (Nicolet, 1849)
- Coenypha edwardsi (Nicolet, 1849)
- Coenypha foliacea Machado & Grismado, 2023
- Coenypha nodosa (Nicolet, 1849)
- Coenypha trapezium Machado & Grismado, 2023

## Systématique et taxinomie
Ce genre a été décrit par Simon en 1895 dans les Thomisidae.

## Publication originale
- Simon, 1895 : Histoire naturelle des araignées. Paris, vol. 1, p. 761-1084 (texte intégral).